# Tyršův stadion
Tyršův stadion – stadion lekkoatletyczny w Opawie, w Czechach. Został otwarty 13 czerwca 1926 roku. Może pomieścić 5000 widzów. Obiekt użytkowany jest przez lekkoatletów klubów TJ Sokol Opava i TJ Slezan Opava.
Budowa stadionu rozpoczęła się 16 września 1923 roku, a jego otwarcie miało miejsce 13 czerwca 1926 roku. Obiekt powstał na terenach po dawnej piaskowni i cegielni, wykupionych od Juliusa Lundwalla przez towarzystwo Sokół. W latach 50. XX wieku został zmodernizowany, kolejne prace miały miejsce w latach 90. XX wieku oraz w latach 2001–2002 (wówczas powstała m.in. tartanowa bieżnia lekkoatletyczna). Przy stadionie mieści się także hala sportowa. W okresie okupacji niemieckiej na stadionie miały miejsce egzekucje. 5 czerwca 2013 roku odsłonięto obok stadionu tablicę poświęconą pamięci straconych.
Od 1950 roku na stadionie organizowany jest coroczny mityng lekkoatletyczny Velká cena Opavy. 26 września 1976 roku podczas tego mityngu Helena Fibingerová ustanowiła rekord świata w pchnięciu kulą z wynikiem 21,99 m.